# 白山社区学院
白山社区学院（英語：White Mountains Community College，WMCC）为公立社区学院，主校区位于新罕布什尔州柏林，学术中心位于利特尔顿和北康韦，是新罕布什尔州社区学院系统的一部分。

## 历史
该学院于1966年秋季开设，最初为“新罕布什尔职业学院”的最北端校区，也被称为“柏林职业学院”。在其历史上，该学院曾多次改名，包括“柏林职业技术学院”（1970年及1990年代）、“新罕布什尔社区技术学院-柏林”（1996年至2007年中）以及“新罕布什尔社区学院-柏林”（仅在2007年中至2008年初短暂使用）。该学校于2008年更名为“白山社区学院”并沿用至今。